# 牛島ゆうき
牛島 ゆうき （うしじま ゆうき、1985年9月11日 - ）は、日本の女優。本名、牛島 遊喜。熊本県出身。

## 出演
- 江戸の用心棒（1994年 - 1995年、日本テレビ） - 小雪 役
- ドラマ愛の詩 ズッコケ三人組 第9回(1999年、NHK)  - 釜本典子 役
- 月曜ドラマスペシャル 「家庭欄記者・鍋嶋六郎」（1999 - 2000年） - 鍋嶋麻衣 役

### 映画
- 愛を乞うひと (1998年)  - 10歳時の照恵 役

| スタブアイコン | サブスタブ | この項目は、まだ閲覧者の調べものの参照としては役立たない、俳優（男優・女優）に関連した書きかけの項目です。この項目を加筆・訂正などしてくださる協力者を求めています（P:映画/PJ芸能人）。 |